# Благородна барбуда
Благородните барбуди (Polymixia nobilis) са вид животни от семейство Polymixiidae.Срещат се в Бразилия. 
Те са незастрашен вид.
Таксонът е описан за пръв път от Ричард Томас Лоу през 1838 година.